# Love & Mercy
Love & Mercy, distribuito in Italia anche con il titolo Tutto per la musica, è un film del 2014 diretto da Bill Pohlad.
Il film, incentrato su Brian Wilson, cofondatore, cantante e leader del gruppo musicale californiano The Beach Boys, e la sua battaglia con la malattia mentale, ha come protagonisti Paul Dano e John Cusack, entrambi nei panni di Brian Wilson, con Elizabeth Banks nei panni della sua seconda moglie Melinda Ledbetter e Paul Giamatti nel ruolo del dottor Eugene Landy.

## Trama
Negli anni sessanta, il giovane autore Brian Wilson, cofondatore dei Beach Boys, si ritrova nel bel mezzo di un successo straordinario con la sua band. A seguito di un attacco di panico, Wilson decide di rinunciare ai tour e di impegnarsi a registrare in studio "il più grande album mai registrato". Mentre tenta disperatamente di far fronte alle opprimenti voci nella sua testa, il suo contatto con la realtà si attenua sempre più.
Dopo molto tempo, negli anni ottanta, Wilson si è trasformato in un quarantenne fragile e confuso, sottomesso alla schiavitù legale e psicologica del suo abusivo terapista, il dottor Eugene Landy. Dopo aver conosciuto Wilson, la venditrice di Cadillac Melinda Ledbetter è determinata a salvarlo dalle manipolazioni di Landy.

## Produzione
Il titolo del film riprende quello della canzone che apre l'omonimo album di debutto da solista, Brian Wilson, del 1988. L'idea di un film sulla vita di Brian Wilson, intitolato Love & Mercy, venne proposta per la prima volta nel 1988, ed avrebbe dovuto avere come interpreti William Hurt nel ruolo di Wilson e Richard Dreyfuss in quello del dottor Landy. Mentre però il progetto stagnava, i Beach Boys furono oggetto di due film per la tv: Summer Dreams: The Story of The Beach Boys (1990) e The Beach Boys: An American Family (2000). Entrambi furono largamente derisi per la poca credibilità ed accuratezza storica. Nel 1999 Rolling Stone riportò la notizia che Melinda sperava di organizzare un "biopic" su Brian con la partecipazione di Jeff Bridges. Nel 2006, il progetto prese nuovamente quota, grazie al coinvolgimento dei produttori Mark Gordon, Lawrence Inglee, Jordan Wynn e David Leaf, ma tutto venne ancora una volta accantonato. Il regista e produttore Bill Pohlad era rimasto letteralmente ossessionato dal cofanetto del 1997 The Pet Sounds Sessions, e quindi crebbe in lui l'interesse per concretizzare il progetto di un film sulla vita di Brian Wilson, mettendosi in contatto con i produttori John Wells e Claire Rudnick Polstein. Love & Mercy è la seconda prova da regista di Pohlad, a più di un decennio di distanza dal debutto (Old Explorers del 1990), e venne finanziato da lui stesso. Quando il film venne formalmente annunciato il 23 giugno 2011, le notizie furono scarse fino all'uscita della pellicola nel settembre 2014.

## Promozione
Il primo trailer del film viene diffuso il 25 febbraio 2015.

## Distribuzione
La pellicola è stata presentata al Toronto International Film Festival il 7 settembre 2014 ed è stata distribuita nelle sale cinematografiche statunitensi a partire dal 5 giugno 2015.
In Italia il film viene distribuito a partire dal 31 marzo 2016 con due anni di ritardo.

### Divieto
Il film è stato vietato ai minori di 13 anni negli Stati Uniti d'America per la presenza di "linguaggio scurrile, droga e tematiche non adatte".

### Edizione italiana
Distribuito nei cinema italiani col titolo originale, il film è stato poi distribuito in home video con il titolo Tutto per la musica.

## Accoglienza

### Critica
Sull'aggregatore Rotten Tomatoes il film riceve il 90% delle recensioni professionali positive, con un voto medio di 7,7 su 10 basato su 213 critiche, mentre su Metacritic ottiene un punteggio di 80 su 100, basato su 40 critiche.

### Incassi
Il film ha incassato 12,5 milioni di dollari negli Stati Uniti e 16 milioni nel resto del mondo, per un incasso mondiale di 28.641.776 dollari.

## Riconoscimenti
- 2016 - Golden Globe[16]
  - Candidatura per il miglior attore non protagonista a Paul Dano
  - Candidatura per la migliore canzone originale (One Kind of Love)
- 2016 - Satellite Award[17]
  - Candidatura per il miglior attore non protagonista a Paul Dano
  - Candidatura per la miglior attrice non protagonista a Elizabeth Banks
  - Candidatura per la miglior sceneggiatura originale a Michael A. Lerner e Oren Moverman
  - Candidatura per la miglior canzone originale (One Kind of Love)
- 2014 - Toronto International Film Festival
  - Candidatura per il premio del pubblico
- 2016 - Independent Spirit Awards
  - Candidatura per il miglior attore non protagonista a Paul Dano
- 2015 - Critics' Choice Movie Award[18]
  - Candidatura per il miglior attore non protagonista a Paul Dano
  - Candidatura per la miglior canzone (One Kind of Love)
- 2015 - New York Film Critics Online Awards[19]
  - Miglior attore a Paul Dano
  - Miglior colonna sonora a Atticus Ross e Brian Wilson
- 2015 - Gotham Awards[20]
  - Miglior attore a Paul Dano
  - Candidatura per la miglior sceneggiatura a Oren Moverman e Michael Alan Lerner
- 2015 - Washington D.C. Area Film Critics Association Awards[21]
  - Candidatura per il miglior attore non protagonista a Paul Dano
- 2015 - Boston Society of Film Critics[22]
  - Miglior attore a Paul Dano
  - Miglior colonna sonora a Atticus Ross
- 2015 - Buenos Aires International Festival of Independent Cinema
  - Candidatura per il miglior film
- 2015 - Dallas International Film Festival
  - Candidatura per il miglior film
- 2015 - Edinburgh International Film Festival
  - Candidatura per il premio del pubblico
- 2015 - Minneapolis St. Paul International Film Festival
  - Candidatura per il miglior film
- 2015 - Nashville Film Festival
  - Miglior canzone a Brian Wilson
  - Candidatura per il miglior film
- 2015 - San Francisco International Film Festival
  - Candidatura per il miglior film
- 2015 - Sarasota Film Festival
  - Candidatura per il miglior film
- 2015 - Sydney Film Festival
  - Candidatura per il miglior film
- 2015 - San Francisco Film Critics Circle[23][24]
  - Miglior attore a Paul Dano
  - Miglior sceneggiatura originale a Michael Alan Lerner e Oren Moverman
  - Candidatura per il miglior film
  - Candidatura per il miglior attore non protagonista a Paul Dano
  - Candidatura per la miglior attrice non protagonista a Elizabeth Banks
  - Candidatura per il miglior montaggio a Dino Jonsater
- 2015 - Chicago Film Critics Association[25]
  - Candidatura per il miglior regista promettente a Bill Pohlad
- 2015 - Las Vegas Film Critics Society[26]
  - Candidatura per la miglior attrice non protagonista a Elizabeth Banks
- 2016 - Golden Reel Awards[27]
  - Miglior colonna sonora in un musical

## Accuratezza storica
Nel recensire il film, il periodico Slate scrisse: "Sebbene Love & Mercy metta in atto alcuni aggiustamenti forse necessari per semplificare la storia del musicista, il film è generalmente abbastanza meticoloso nel ricostruire gli eventi della vita di Wilson". Il sito Consequence riportò la notizia di come nella pellicola erano stati "ricreati alcuni dei momenti più iconici nella storia dei Beach Boys", come la sessione di foto per la copertina dell'album Surfin' Safari (1962) e la performance dal vivo della band nel disco Beach Boys Concert (1964): "Tutti trattati con precisione ed accuratezza, ed ogni dettaglio viene curato al massimo in ogni altro aspetto del film". L'ingegnere del suono Mark Linett, collaboratore di lunga data di Wilson, fu assunto come consulente tecnico. Egli inoltre interpreta il ruolo di Chuck Britz, ingegnere che lavorò spesso con Wilson durante gli anni sessanta. Il tastierista Darian Sahanaja, membro della touring band di Wilson, si occupò della supervisione musicale per coordinare i momenti musicali nel film.
Immagini di repertorio del vero Brian Wilson appaiono nel corso del film per volere di Pohlad, il quale pensava che il pubblico non avrebbe creduto che realmente Wilson si comportava come nella storia narrata nella pellicola. Sempre secondo il regista, alcuni eventi della vita di Brian, erano "talmente assurdi da sembrare creati apposta da uno sceneggiatore per trovare una facile via d'uscita" o colpi di scena hollywoodiani. Quindi venne presa la decisione di mantenere il tutto più vicino alla realtà possibile.
Nel redigere il copione, lo sceneggiatore Oren Moverman consultò svariati libri ed articoli oltre che intervistare gente che aveva conosciuto direttamente Brian Wilson negli anni sessanta ed ottanta. Egli sentiva che il personaggio di Landy sarebbe stato il più difficile da scrivere, e a tal proposito dichiarò: «anche se alcune delle cose che dice nel film provengono da delle vere registrazioni audio, il personaggio sembra irreale, ma anche nella vita reale lui era una specie di cartone animato così dannatamente sopra le righe».
Slate fece notare che, contrariamente a quanto descritto nel film, Landy non accompagnò di persona Wilson al suo primo appuntamento con Melinda Ledbetter, sua futura seconda moglie. Bensì, lo fece il suo assistente, al quale Landy telefonò svariate volte nel corso della serata per avere il controllo della situazione. Nella biografia del 2006 Catch a Wave, l'autore Peter Ames Carlin indicò il fan dei Beach Boys Peter Reum e il biografo David Leaf come veri responsabili dell'aver portato all'attenzione di Carl Wilson la reale situazione di Brian, mentre nel film è la Ledbetter che telefona a Carl. Slate aggiunse che la Ledbetter venne supportata dalla governante di Wilson, Gloria Ramos, che – insieme a Leaf – ricevette anche dei ringraziamenti particolari nelle note di alcuni album solisti di Wilson. The Weeklings fece notare come nel film Carl sia solo una "mera presenza eterea" mentre invece ebbe un ruolo chiave nell'allontanamento di Landy. Altri personaggi importanti che appaiono solo marginalmente nella pellicola nonostante abbiano avuto un ruolo di rilievo nei fatti includono la famiglia di Wilson e il musicista Van Dyke Parks.
Dopo aver visto il film, Brian Wilson disse che era un'opera molto rigorosa e veritiera (preferendo l'interpretazione di Dano rispetto a quella di Cusack) e che ogni personaggio era così bene in parte da fargli credere: «che fossero veramente le persone dell'epoca, come il tizio che interpreta il Dottor Landy che è così bravo [...] da avermi letteralmente terrorizzato. Rimasi paralizzato dal terrore per circa dieci minuti». Inoltre dichiarò come tutte le scene del film fossero per lui "vere, accurate, stimolanti"; concluse dichiarandosi molto colpito dalla bravura di Dano nel replicare sullo schermo la sua personalità. Infine, Wilson si disse "molto preoccupato" ma speranzoso che il film piaccia anche agli altri membri sopravvissuti dei Beach Boys.